# Benjamin Kololli
Benjamin Kololli (Aigle, 15 mei 1992) is een Kosovaars-Zwitsers voetballer die doorgaans als middenvelder speelt. Hij verruilde FC Lausanne-Sport in juli 2018 voor FC Zürich. Kololli debuteerde in 2016 in het Kosovaars voetbalelftal.

## Jeugd
Benjamin Kololli  werd in Aigle Geboren uit Kosovaarse ouders uit de dorp Ribar i Vogël-(gemeente) Lipjan  Hij beschikt over zowel een Kosovaars, en Zwitsers  paspoort.